# Луїш Фігу
Луї́ш Філі́пе Маде́йра Кае́йру Фі́гу (порт. Luís Filipe Madeira Caeiro Figo; нар. 4 листопада 1972 року, Лісабон) — колишній португальський футболіст. Грав на позиції півзахисника за лісабонський «Спортінг», іспанську «Барселону» та «Реал Мадрид», завершив кар'єру в італійському «Інтернаціонале» 31 травня 2009 року. У футболці національної збірної Португалії зіграв рекордні на той час 127 матчів (згодом цей рекорд побив Кріштіану Роналду).
Фігу вважається одним із найвидатніших гравців свого покоління за свою креативність і здатність обігрувати захисників команди-суперниць. Зі 106-ма гольовими передачами займає друге місце в історії Ла-Ліги (поступається за цим показником лише Ліонелю Мессі). Володар Золотого м'яча 2000 року та звання Гравець року ФІФА 2001 року, у 2004 року Пеле включив Луїша до ФІФА 100, списку найкращих живих футболістів світу того часу. Фігу один з декількох гравців, які встигли зіграти в складі обох іспанських грандів, «Барселони» та мадридського «Реалу». Його скандальний трансфер з каталонського клубу до мадридців у 2000 року став рекордним на той час (62 мільйони євро).
Протягом кар'єри гравця Фігу завоював декілька трофеїв, у тому числі Кубок Португалії, чотири чемпіонства в Ла-Лізі, дві перемоги в кубку Іспанії, три перемоги в Суперкубку Іспанії, по одному разу вигравав Лігу чемпіонів та Кубок володарів кубків УЄФА, двічі тріумфував у Суперкубку УЄФА, один Міжконтинентальний кубок, чотири титули переможця Серії A, один кубок Італії та три суперкубка Італії. На міжнародному рівні відзначився 32-ма голами в футболці національної збірної Португалії, представляв батьківщину на трьох Чемпіонатах Європи та двох Чемпіонатах світу, а також допоміг португальцям стати фіналістами Євро 2004.

## Ранні роки
Єдина дитина в родині Антоніу Каейру Фігу та Марії Жоани Пестани Мадейра. На початку 1970-х років родина переїхала з Алентежу. Луїш ріс у робітничому районі Кова да Пієдаде, Алмада. Розпочав свій футбольний шлях у вуличній команді УФК Ос-Пастільяш, після чого у віці 11 років перейшов до академії лісабонського «Спортінга».

## Клубна кар'єра

### «Спортінг»

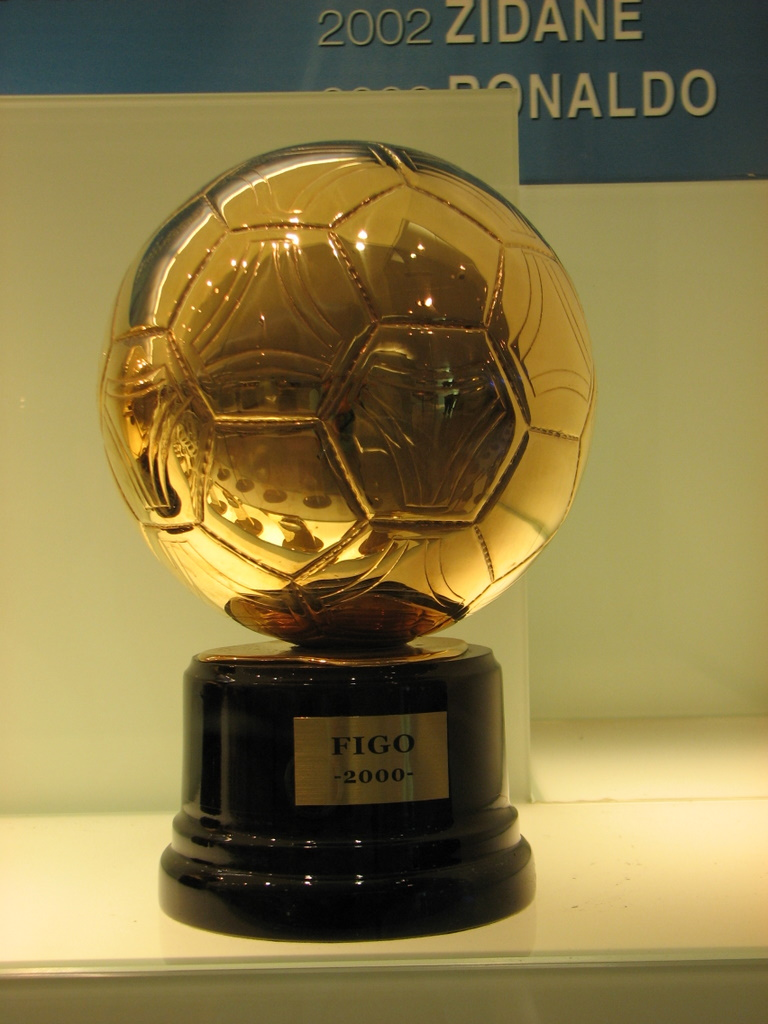
Золотий м'яч 2000 року, який виграв Луїш Фігу

Футбольну кар'єру розпочав у «Спортінгу». Дебютував у португальському чемпіонаті 1 квітня 1990 року в переможному (1:0) домашньому поєдинку проти «Марітіму», замінивши Марлона Брандау. Дебютним голом у футболці столичного клубу відзначився 7 грудня 1991 року в переможному (2:1) домашньому поєдинку проти «Торренсі». Свій перший міжнародний трофей виграв у 1991 році. Наприкінці свого перебування в «Спортінгу» разом з командою став володарем Кубку Португалії 1994/95.

### «Барселона»
У 1995 році Фігу продемонстрував готовність приєднатися до одного з іменитих клубів Європи. Розпочалася суперечка між італійськими клубами «Ювентус» і «Парма», в ході якої виявилося, що Фігу підписав контракти з обома клубами. Внаслідок цього гравець отримав 2-річний трансферний бан в Італії. Зрештою, Фігу перейшов до гранду іспанського футболу, каталонської Барселони, сума відступних становила 2,25 мільйона британських фунтів, але решту сезону змушений був дограти в «Спортінгу» через правило, яке забороняло португальським гравцям піереходити в іноземні клуби поза межами встановленого періоду. Це правило також завадило Фігу приєднатися до англійського клубу «Манчестер Сіті», куди його рекомендував колишній головний тренер «Спортінга» Малкольм Еллісон, Луїш міг принести лісабонському клубу приблизно 1,2 мільйони фунтів стерлінгів.
У «Барселоні» кар'єра Фігу розпочалася «по-справжньому». Разом з каталонським клубом він виграв Кубок володарів кубків 1996—1997, в цьому турнірі його партнером по нападі був Роналду. Після цього був чемпіонський сезон у Ла-Лізі, де Луїш був частиною грізної атаки каталонців, до складу якої також входили Рівалдо та Патрік Клюйверт. Загалом у футболці «Барселони» зіграв 172 поєдинки, в яких відзначився 30-ма голами. Став популярним у Барселоні, оскільки його присутність в команді сприяла визнанню Каталонії на зовнішньополітичній арені.

### «Реал Мадрид»
У липні 2000 року Фігу несподівано для всіх перейшов за 62 мільйони євро до найзапеклішого суперника каталонського клубу, мадридського «Реалу». Його контракт було викуплено за ту клаусуру, який передбачав договір з каталонським клубом, і став на той час рекордним у списку найдорожчих трансферів у світовому футболі. Цей перехід ознаменував початок епохи «Галактікос» Флорентіно Переса, протягом якої кожного року склад мадридців поповнювала зірка світового футболу. Фігу став новим об'єктом уваги суперництва «Барселони» і «Реалу», а фани каталонського клубу звинуватили його в зраді та обернулися проти нього. Один з його фанів по Барселоні заявив: «Наш план був простий: дайте м'яч Луїшу. Він ніколи, й ніяк не сховається». Незважаючи на те, що на той час Фігу вже носив білу футболку «Реалу», у листопаді 2000 року він все ж виграв Золотий м'яч, в основному завдяки своїй грі в «Барселоні», в складі якої став найкращим у світі.
21 жовтня 2000 року, коли Фігу вперше повернувся до Барселони у футболці «Реал Мадрида», на стадіоні «Камп Ноу» був оглушливий свист. На трибунах висіли знамена з такими написами, як «Зрадник», «Юда», «Скип» (англ. Scum) та «Найманець». Над Фігу нещадним чином знущалися у всьому, й коли він вийшов з тунелю та побіг на футбольне поле, засвистіли майже 98 тисяч уболівальників у Барселоні, гравець, шокований такою зустрічю, закрив пальцями вуха. Зі стартового свистка кожного разу, коли Фігу отримав м'яч, піднімався гул з образами та предметами, які летіли в його напрямку, такі як апельсини, пляшки, запальнички та мобільні телефони. Через цю агресію Фігу не подав жодного кутового на «Камп-Ноу», щоб бути подалі від розлючених уболівальників. «Барселона» перемогла з рахунком 2:0, президент мадридського «Реалу» Флорентіно Перес після матчу сказав: «Атмосфера [на стадіоні] розчавила всіх нас». Захисник мадридського клубу Іван Кампо так прокоментував цю ситуацію одному з журналістів: «Того вечора, коли Фігу вперше повернувся, було неймовірно. Я ніколи не чув нічого подібного. Луїш цього не заслуговував. Він повністю віддався Барселоні. Це розпочалося ще раніше: „прибуття зрадника“, писали засоби масової інформації. Ні, прийшов Луїш Фігу, один з ваших найкращих. Того вечора йому було боляче, ти міг [це] побачити. Його голова була опущена, й він думав: „криваве пекло, в якому я був тут [ще] минулого сезону …“. Проте моєю останньою емоцією було захоплення ним…».
У своєму дебютному сезоні за «Реал Мадрид» Фігу разом з командою виграв титул чемпіона Іспанії сезону 2001 року й відзначився 14-ма голами в усіх турнірах. Отримав звання Гравець року ФІФА 2001. У середині сезону 2001 року до клубу приєднався Зінедін Зідан, а наступного сезону «Реал Мадрид» виграв Лігу чемпіонів 2001/02.
23 листопада 2002 року Луїш вдруге приїхав на «Камп Ноу» як гравець мадридського клубу, ця гра стала однією з визначальних у суперництві двох іспанських грандів. Цього разу не було жодних зовнішніх або звукових ознак ненависті фанів Барси відносно Фігу, проте кожного разу, коли Луїш знаходився поблизу фанатів «Барселони» в нього починали летіти банки від пива, запальнички, пляшки та м'ячі для гольфу. Фіго прокоментував цю ситуацію так: «Я хвилювався, що якийсь божевільний може втратити голову». Цього разу футболіст вирішив, що він виконуватиме кутові, а також вкидання м'яча, і в середині другого тайму «Мадрид» здобув право виконати кутовий. Щоб його виконати Луїшу знадобилося дві хвилини, оскільки в нього постійно летіли різноманітні предмети. Перед виконанням кутового з іншого боку воріт Фігу здійснив пробіжку, по ходу якої сповільнився, щоб зібрати деякі предмети, які летіли в нього, але не влучили, після чого іронічно посміхнувся фанам Барселони й показав їм великий палець, піднятий догори. Кожного разу, коли Луїш розпочинав рух в напрямку кута поля, в його напрямку летіли різноманітні предмети, це повторювалося знову і знову, допоки арбітр Луїс Медіна Канталехо не припинив гру майже на 20 хвилин. По завершенні дербі у купі сміття, яке залишилося після матчу, телевізійна камера вихопила навіть свинячу голову.
Фігу провів у Мадриді п'ять сезонів, серед яких найуспішнішим став 2003 рік, в якому «Реал» став переможцем іспанського чемпіонату. У квітні 2013 року іспанська спортивна газета Marca включила Луїша до Списку 11-ти найкращих легіонерів в історії «Реал Мадриду».

### «Інтернаціонале»

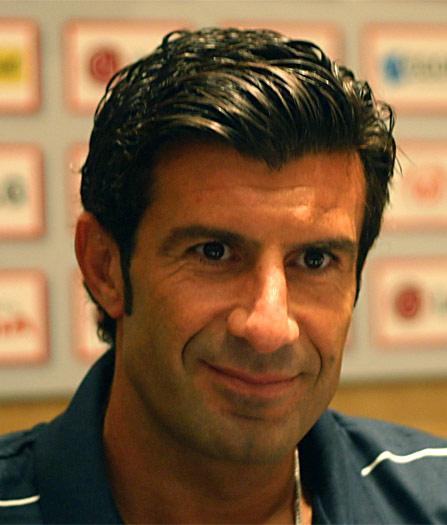
Луїш Фігу в 2009 році. Зіграв 5 сезонів у футболці «Інтера» в період з 2005 по 2009 рік.

У середині 2005 року контракт з мадридським «Реалом» завершився й Фігу як вільний агент переїхав до Італії, де підписав контракт з «Інтернаціонале». Це означало, що Фігу отримав можливість виступати за клуб з Італії. Раніше, ще до свого переходу в «Барселону», він мав таку можливість, але був скомпрометований через суперечку між двома клубами, яких цікавив, «Ювентус» та «Парму». У середині 2008 року співвітчизник Фігу Жозе Моурінью очолив міланський клуб. В «Інтері» також виступало декілька португальських гравців, що полегшило адаптацію Луїша в новій команді.
Про завершення кар'єри футболіста оголосив 16 травня 2009 року, у той же день коли його клуб «Інтернаціонале» достроково виграв «золото» італійської футбольної першості сезону 2008/09 років. 30 травня португалець підтвердив цю інформацію, а 31 травня провів прощальний поєдинок проти «Аталанти» на «Сан-Сіро». За наполяганням Хав'єра Санетті Фігу свій останній поєдинок провів як капітан команди. Під час заміни на Давіде Сантона вболівальники стоячи влаштували португальцю овації. А вільний удар в поєдинку Суперкубку Італії у ворота «Роми» у виконанні Луїша залишиться найяскравішим моментом за період його виступів в Італії.
Фігу сказав: «Я залишаю футбол, але не Інтер». В інтерв'ю клубному телеканалу заявив: «Я сподіваюся, що зможу допомогти цьому клубу стати ще величнішим після мого виходу на пенсію. Я обов'язково буду працювати на „Інтер“ у майбутньому в керівництві клубу. Я ніколи не думав, що залишуся тут так надовго. Я ніколи не забуду любов, яку отримав зі свого першого дня [перебування] тут від моїх товаришів по команді і президента Массімо Моратті. Я ніколи цього не забуду; „Інтер“ надав мені шанс розпочати переможний цикл із деякими надзвичайними людьми»". Фіго вже завершив кар'єру й спостерігав осторонь як 22 травня 2010 року «Інтер» виграв Лігу чемпіонів 2009/10.

## Кар'єра в збірній

### Початок міжнародної кар'єри

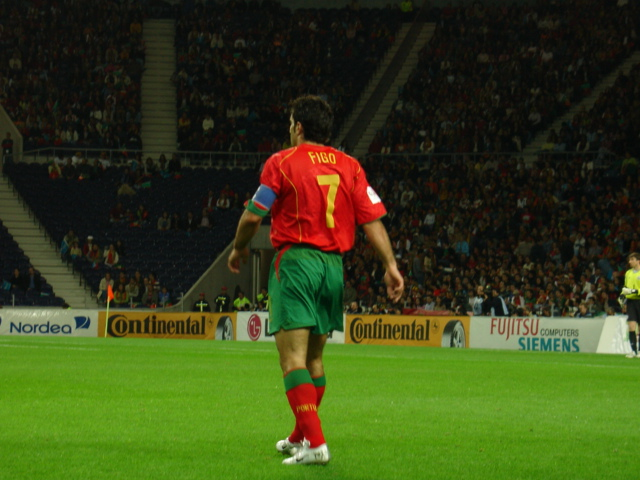
Капітан збірної на «Драгау» в 2005 році.

Лідер португальського «Золотого покоління» футболістів, Луїш Фіго допоміг виграти молодіжний чемпіонат світу 1991 року, в вже 16 жовтня 1991 року дебютував за дорослу збірну в товариському (1:1) поєдинку проти Люксембургу. Луїшу на момент дебюту було усього 18 років. 11 листопада 1992 року відзначився дебютним голом за збірну в переможному (2:1) товариському поєдинку проти Болгарії, який був зіграний у Парижі. Фігу відзначився 3-ма голами у 8-ми поєдинках кваліфікації до Євро 1996 року, а його збірна вперше за останні 12 років вийшла до фінальної частини континентальної першості. В останньому поєдинку групового етапу першості, проти Хорватії на «Сіті Граунд» у Ноттінгемі, Фігу відкрив рахунок на 4-й хвилині переможного (3:0) для португальців поєдинку; в результаті Португалія як переможець групи, випередивши всіх суперників, вийшла до 1/4 фіналу Євро.

### Євро 2000 та Чемпіонат світу 2002 років
У наступній кваліфікації до Чемпіонату Європи Луїш зіграв у всіх 10-ти матчах, при цьому відзначився 3-ма голами. 12 червня 2000 року в першій грі турніру в Ейндговені він забив перший м'яч Португалії, завдяки чому португальці перемогли Англію з рахунком 3:2, результатом цієї перемоги стало перше місце в групі та вихід до півфіналу турніру, в якому Португалія поступилася. В останньому турі групового турніру проти Німеччини в Роттердамі головний тренер португальців Умберту Коелью надав Луїшу відпочинок, цим рішенням фахівець перервав серію Фігу, яка налічувала 32 поспіль зіграні матчі у футболці збірної Португалії. Єдиним хет-триком у футболці збірної Португалії відзначився 15 серпня 2001 року в переможному (3:0) товариському поєдинку проти Молдови на «Ештадіу ді Сан-Луїш» у Фару.
Відзначившись 6-ма голами в 9-ти матчах та допоміг Португалії вийти до Чемпіонату світу 2002 року; 2 червня 2001 року в поєдинку кваліфікації проти Ірландії на «Ленсдаун Роад», й вперше за попередні 74 матчі вийшов з капітанською пов'зкою, окрім цього відзначився голом та допоміг своїй команді зіграти внічию (1:1). На своєму першому Чемпіонаті світу з 1986 року португальці припинили боротьбу вже на груповій стадії, а Фігу не відзначився жодним голом.

### Євро 2004 та Чемпіонат світу 2006 року
18 лютого 2004 року Фігу зіграв свій 100-ий матч у нічийному (1:1) товариському поєдинку з Англією на «Ештадіу Алгавре», вийшовши на поле з капітанською пов'язкою, незважаючи на те, що основний капітан Фернанду Коуту вийшов на поле в стартовому складі. Того ж року на домашньому для португальців Чемпіонаті Європи замінив Коуту в ролі капітана «європейських бразильців». Він заявив про припинення міжнародної кар'єри після завершення фіналу Євро-2004, в якому португальці поступилися Греції через «роздутий» конфлікт між Луїшем і тренером національної збірної Луїсом Феліпе Сколарі, хоча згодом було спростовано інформацію про цей конфлікт. У червні 2005 року змінив своє рішення й повернувся на переможні матчі кваліфікації чемпіонату світу 2006 року проти Словаччини та Естонії під керівництвом Сколорі.

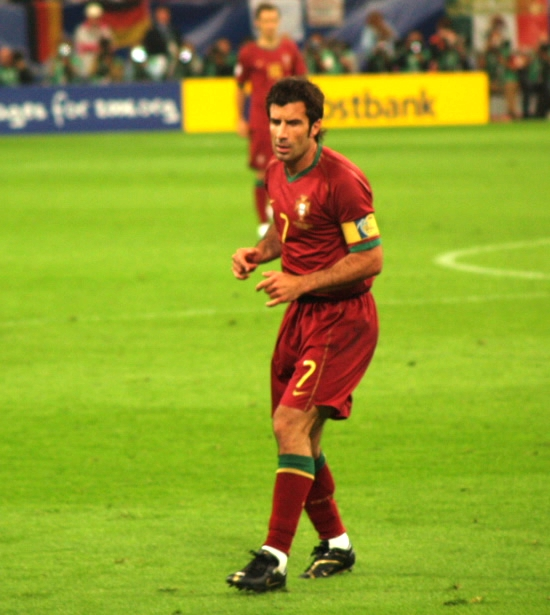
Фігу в матчі проти Мексики на чемпіонаті світу 2006 року

Луїш став капітаном збірної на Чемпіонаті світу 2006 року й допоміг вийти команді до 1/2 фіналу змагання. З трьома перемогами на груповому етапі Португалія фінішувала на першому місці й вийшла до плей-оф турніру, де її суперником стала Мексика. У 1/8 фіналу португальці здолали збірну Нідерландів, а в 1/4 фіналу — в серії післяматчевих пенальті перемогли англійців. Фігу не брав участі в серії післяматчевих пенальті, оскільки був замінений на Елдера Поштігу. У півфіналі Португалія в серії післяматчевих пенальті поступилася Франції, до цієї поразки доклав свої зусилля й колишній партнер Луїша по команді, а в тому поєдинку — капітан суперників, Зінедін Зідан. Це досягнення для португальців стало найкращим за попередні 40 років. Третє місце португальців мало відтінок скандалу, оскільки Фігу не вийшов у стартовому складі вирішального поєдинку, натомість з капітанською пов'язкою вийшов Паулета. Тим не менше, Португалія переграла з різницею у два м'ячі господарів Німечиину, а Фігу на 77-й хвилині замінив Паулету, який під оплески португальських та німецьких фанів повернув капітанську пов'язку Луїшу. Незважаючи на те, що Німеччина вже незабаром після виходу на футбольне поле Фігу відзначилася ще одним голом, Луїш все ж завершив виступи в футболці національної збірної Португалії на мажорній ноті, віддавши 88-й хвилині точний пас на голову Нуну Гомешу, таким чином 7-й номер у збірній перейшов до наступника Луїша, Кріштіану Роналду.
Незважаючи на відсутність завойованих трофеїв «Золотою генерацією», Фігу як капітану команди вдалося привести свою збірну до найкращих результатів на Чемпіонатах світу починаючи з епохи Еусебіу 1966 року, а також допоміг Португалії продемонструвати найкращий результат на Чемпіонатах Європи, допоки вони не виграли цей турнір у 2016 році. За збірну Португалії провів 127 матчів, й до червня 2016 року був рекордсменом за цим показником, також відзначився 32-ма голами. Також є четвертим найкращим бомбардиром в історії португальської збірної.

## Стиль гри
Фігу вважається одним з найвеличніших гравців свого покоління, а також одним з найвидатніших португальських гравців усіх часів. На піку своїх фізичних можливостей Фігу був швидким, елегантним, висококваліфікованим гравцем-дриблером, завдяки цьому він дуже часто обходив або обігрував захисників команди-суперниці один за одним. Для цього Фігу дуже часто використовував фінти, в тому числі й «переступи через м'яч». На початку своєї кар'єри Луїш виступав на позиції флангового півзахисника/нападника, з якої він міг віддати декілька гольових передач, завдяки своїй здатності віддавати передачі на партнерів по команді з флангу в стилі «сухого листа» або ж вирізати передачі всередину штрафного майданчика на півзахисників своєї команди, створюючи, таким чином, гольові моменти. У списку найкращих асистентів Ла-Ліги займає почесне друге місце, поступаючись лише Ліонелю Мессі.
Оскільки з віком Луїш втратив швидкість, тому з часом він почав виконувати роль плеймейкера на позиції атакувального півзахисника, зокрема під час своїх виступів за «Інтер», де він вирізнявся прекрасним баченням поля та різноманітними передачами. В першу чергу Луїш був відомий як креативний гравець, але також був здатний і сам вирішити епізод завдяки потужному удару з дальньої дистанції, а також виконував штрафні удари та пенальті. Окрім своїх вмінь на футбольному полі, Фігу також цінували протягом усієї його кар'єри як лідера на футбольному полі.

## Публічне життя
Луїш з'являвся в рекламних роликах американської спортивної компанії Nike. У 1996 році розпочав комерційну співпрацю з Nike у комерційній рекламі під назвою «Добро проти Зла» в гладіаторськиї іграх, які проходили в римському амфітеатрі. У цій рекламі він з'явився разом з футболістами з усього світу, включаючи Роналду, Паоло Мальдіні, Ерік Кантона, Патрік Клюйверт та Хорхе Кампос. Вони захищали «прекрасну гру» від команди демонічних воїнів, перш ніж настає кульмінація з Кантоною, який забиває м'яч і перемагає зло.
У всесвітній рекламній кампанії Nike під час чемпіонату світу з футболу 2002 року в Кореї та Японії Фігу знімається в комерційному ролику «Таємний турнір» (від Nike відомого як «Скорпіон КО»), режисером якого виступив Террі Гілліам. У цьому ролику Луїш з'являється разом з такими футболістами як Тьєррі Анрі, Роналдінью, Франческо Тотті, Роберто Карлос та зіркою японського футболу Хідетосі Накатою, а колишній гравець Ерік Кантона був «арбітром» турніру.
Фігу потрапив до серії відеоігор FIFA від EA Sports; також потрапив до Команди легенд FIFA 14. У 2015 році ігрова компанія Konami оголосила, що Фігу буде на обкладинці відеоігор Pro Evolution Soccer 2016 як один з нових гравців myClub Legends.
Також брав участь у декількох іранських телевізійних шоу, таких як Navad Tv напередодні Чемпіонату світу 2018 року, разом з Хамідом Естілі та колишньою суперзіркою «Гамбурга» Мехді Махдавікією.

## Кампанія президента ФІФА
28 січня 2015 року Фігу оголосив про свій намір конкурувати з Зеппом Блаттером за обрання на посаду президента ФІФА. Серед його конкурентів були Жозе Моурінью та Девід Бекхем. У своєму зверненні Фігу наголосив про свою підтримку розширенню кількості команд-учаснць на Чемпіонату світу з футболу до 48, а також пообіцяв збільшення інвестицій у футбольні асоціації та національні федерації. Проте вважався аутсайдером у порівнянні з Блаттером та іншими кандидатами — Міхаелем ван Прагом та прнцем Алі бін аль-Хусейном — Фігу знявся із виборчої кампанії 21 травня, заявивши, що не хоче отримувати «абсолютну владу».

## Особисте життя

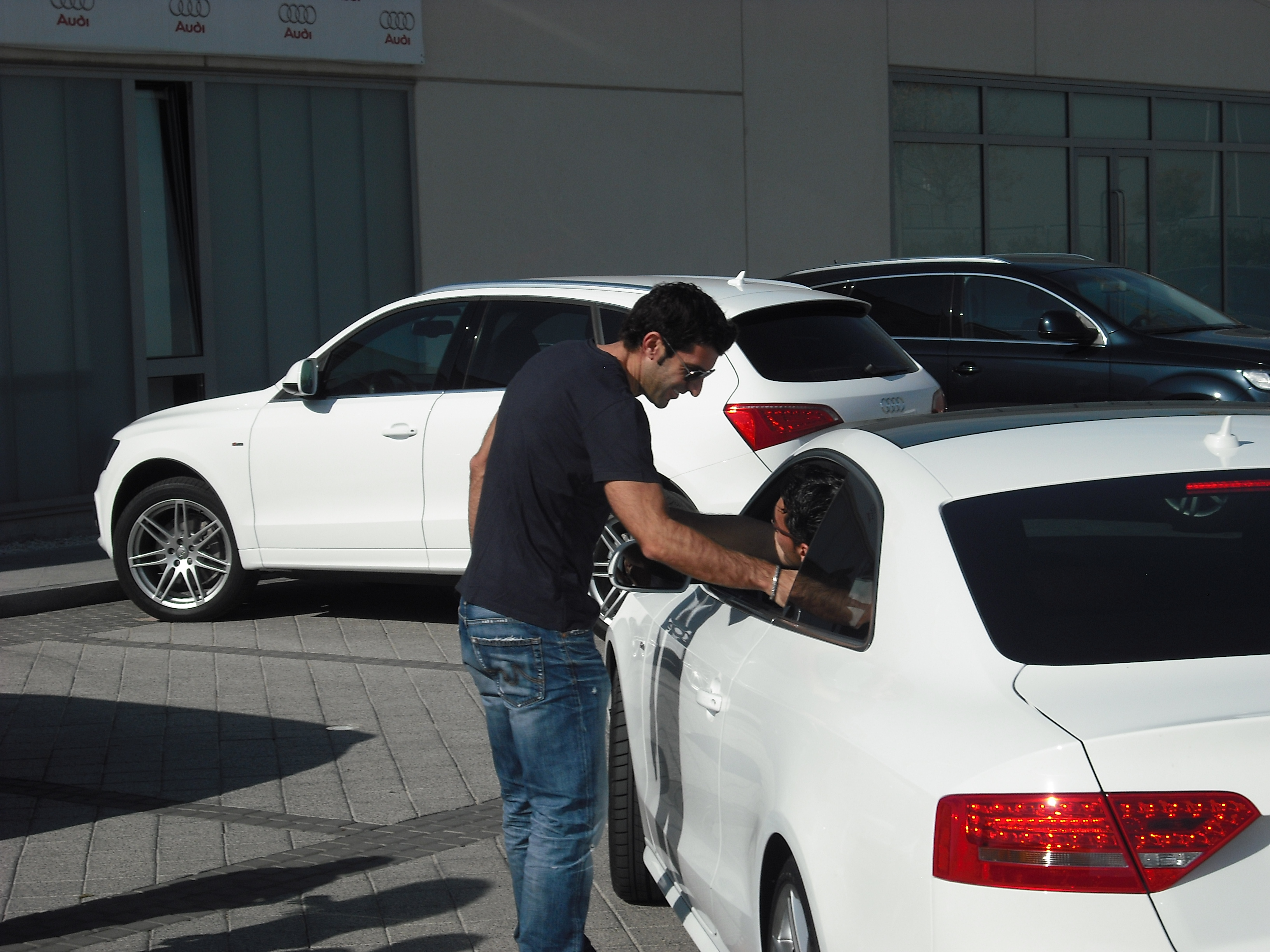
Луїш Фігу в Мадриді

Фігу одружений зі шведською моделлю Гелен Сведін, з якою познайомився у 1996 році в Барселоні під час шоу фламенко Хоакіна Кортеса. Елен народила трьох дочок (Даніела — 29/03/1999, Мартіна — 23/02/2002 і Стелла — 09/12/2004). Вони мають будинок у сільській місцевості за межами Соллефтео (Швеція). Родина проживає в Мілані.
Разом зі своїм співвітчизником, колишнім тренером національної збірної Португалії та португальської молодіжки Карлушом Кейрошем, короткочасно обіймали посади в команді A1 Португалії під час A1 Гран-прі в сезоні 2005/06 років. Зараз Луїш володіє елітним баром у португальському регіоні Алгарве.
Фігу — посол проєкту Stop TB, який допомагає боротися з розповсюдженням туберкульозу. Тісно співпрацює з міланським «Інтером», посл клубу на загальноєвропецському рівні.. Також входить до Ради директорів благодійного проєкту «Інтер Кампус» під егідою «Інтернаціонале».
Фігу є засновником Network90, приватного мережевого сайту Професіональної Футбольної Індустрії. Луїш вільно володіє п'ятьма мовами: португальською, іспанською, англійською, італійською та французькою.

## Статистика виступів

### Матчі в збірній
| національна збірна Португалії | національна збірна Португалії | національна збірна Португалії |
| Рік                           | Матчі                         | Голи                          |
| ----------------------------- | ----------------------------- | ----------------------------- |
| 1991                          | 3                             | 0                             |
| 1992                          | 7                             | 1                             |
| 1993                          | 5                             | 0                             |
| 1994                          | 5                             | 2                             |
| 1995                          | 6                             | 1                             |
| 1996                          | 9                             | 2                             |
| 1997                          | 7                             | 2                             |
| 1998                          | 6                             | 0                             |
| 1999                          | 9                             | 4                             |
| 2000                          | 13                            | 6                             |
| 2001                          | 9                             | 9                             |
| 2002                          | 10                            | 0                             |
| 2003                          | 10                            | 3                             |
| 2004                          | 11                            | 1                             |
| 2005                          | 7                             | 0                             |
| 2006                          | 10                            | 1                             |
| Загалом                       | 127                           | 32                            |

### Голи за збірну
Рахцнок та результат збірної Португалії в таблиці пожано на першому місці.
| №  | Дата               | Місце                                                              | Суперник           | Рахунок | Результат | Змагання      |
| -- | ------------------ | ------------------------------------------------------------------ | ------------------ | ------- | --------- | ------------- |
| 1  | 11 листопада 1992  | Стад де Парі, Париж, Франція                                       | Болгарія           | 1–1     | 2–1       | Товариський   |
| 2  | 9 жовтня 1994      | Даугава, Рига, Латвія                                              | Латвія             | 3–0     | 3–1       | кв. Євро 1996 |
| 3  | 13 листопада 1994  | Ештадіу Жозе Алвалду, Лісабон, Португалія                          | Австрія            | 1–0     | 1–0       | кв. Євро 1996 |
| 4  | 3 червня 1995 року | Ештадіу дас Анташ, Порту, Португалія                               | Латвія             | 1–0     | 3–2       | кв. Євро 1996 |
| 5  | 19 червня 1996     | Сіті Граунд, Ноттінгем, Англія                                     | Хорватія           | 1–0     | 3–0       | Євро 1996     |
| 6  | 9 жовтня 1996      | Кемаль Стафа, Тирана, Албанія                                      | Албанія            | 1–0     | 3–0       | кв. ЧС 1998   |
| 7  | 7 червня 1997      | Ештадіу дас Анташ, Порту, Португалія                               | Албанія            | 2–0     | 2–0       | кв. ЧС 1998   |
| 8  | 20 серпня 1997     | Ештадіу ду Бонфім, Сетубал, Португалія                             | Вірменія           | 2–0     | 3–1       | кв. ЧС 1998   |
| 9  | 31 березня 1999    | Райнпарк, Вадуц, Ліхтенштейн                                       | Ліхтенштейн        | 2–0     | 5–0       | кв. Євро 2000 |
| 10 | 18 серпня 1999     | Національний стадіон, Лісабон, Португалія                          | Андорра            | 3–0     | 4–0       | Товариський   |
| 11 | 4 вересня 1999     | Республіканський стадіон імені Тофіка Бахрамова, Баку, Азербайджан | Азербайджан        | 1–1     | 1–1       | кв. Євро 2000 |
| 12 | 8 вересня 1999     | Стадіонул Стяуа, Бухарест, Румунія                                 | Румунія            | 1–1     | 1–1       | кв. Євро 2000 |
| 13 | 29 березня 2000    | Магальяйнш Песоа, Лейрія, Португалія                               | Данія              | 2–1     | 2–1       | Товариський   |
| 14 | 2 червня 2000      | Ештадіу Муніципаль де Шавеш, Шавеш, Португалія                     | Уельс              | 1–0     | 3–0       | Товариський   |
| 15 | 12 червня 2000     | Філіпс, Ейндговен, Нідерланди                                      | Англія             | 1–2     | 3–2       | Євро 2000     |
| 16 | 16 серпня 2000     | Ештадіу ду Фонтелу, Візеу, Португалія                              | Литва              | 1–0     | 5–1       | Товариський   |
| 17 | 3 вересня 2000     | Кадріорг, Таллінн, Естонія                                         | Естонія            | 2–0     | 3–1       | кв. ЧС 2002   |
| 18 | 15 листопада 2000  | Ештадіу Прімейру ді Майю, Брага, Португалія                        | Ізраїль            | 1–0     | 2–1       | Товариський   |
| 19 | 28 лютого 2001     | Ештадіу ду Марітіму, Фуншал, Португалія                            | Андорра            | 2–0     | 3–0       | кв. ЧС 2002   |
| 20 | 28 лютого 2001     | Ештадіу ду Марітіму, Фуншал, Португалія                            | Андорра            | 3–0     | 3–0       | кв. ЧС 2002   |
| 21 | 28 березня 2001    | Ештадіу дас Анташ, Порту, Португалія                               | Нідерланди         | 2–2     | 2–2       | кв. ЧС 2002   |
| 22 | 2 червня 2001      | Ленсдоун Роуд, Дублін, Ірландія                                    | Ірландія           | 1–1     | 1–1       | кв. ЧС 2002   |
| 23 | 15 серпня 2001     | Ештадіу ді Сан-Луїш, Фару, Португалія                              | Молдова            | 1–0     | 3–0       | Товариський   |
| 24 | 15 серпня 2001     | Ештадіу ді Сан-Луїш, Фару, Португалія                              | Молдова            | 2–0     | 3–0       | Товариський   |
| 25 | 15 серпня 2001     | Ештадіу ді Сан-Луїш, Фару, Португалія                              | Молдова            | 3–0     | 3–0       | Товариський   |
| 26 | 6 жовтня 2001      | Ештадіу да Луж, Лісабон, Португалія                                | Болгарія           | 5–0     | 5–0       | кв. ЧС 2002   |
| 27 | 14 листопада 2001  | Жозе Алваладе, Лісабон, Португалія                                 | Ангола             | 1–1     | 5–1       | Friendly      |
| 28 | 2 квітня 2003      | Стад Олімпік де ла Понтес, Лозанна, Швейцарія                      | Північна Македонія | 1–0     | 1–0       | Товариський   |
| 29 | 11 жовтня 2003     | Ештадіу ду Растелу, Лісабон, Португалія                            | Албанія            | 1–0     | 5–3       | Товариський   |
| 30 | 19 листопада 2003  | Магальяйнш Песоа, Лейрія, Португалія                               | Кувейт             | 3–0     | 8–0       | Товариський   |
| 31 | 29 травня 2004     | Муніципальний стадіон, Агеда, Португалія                           | Люксембург         | 1–0     | 3–0       | Товариський   |
| 32 | 3 червня 2006      | Стад Сен-Симфор'єн, Мец, Франція                                   | Люксембург         | 3–0     | 3–0       | Товариський   |

## Досягнення

### Клубні
Спортінг (Лісабон)
- Кубок Португалії
  -  Володар (1): 1994/95

Барселона
- Ла-Ліга
  -  Чемпіон (2): 1997/98, 1998/99
- Кубок Іспанії
  -  Володар (2): 1996/97, 1997/98
- Суперкубок Іспанії
  -  Володар (1): 1996
- Кубок володарів кубків
  -  Володар (1): 1996/97
- Суперкубок УЄФА
  -  Володар (1): 1997

Реал Мадрид
- Ла-Ліга
  -  Чемпіон (2): 2000/01, 2002/03
- Суперкубок Іспанії
  -  Володар (2): 2001, 2003
- Ліга чемпіонів
  -  Чемпіон (1): 2001/02
- Суперкубок УЄФА
  -  Володар (1): 2002
- Міжконтинентальний кубок
  -  Володар (1): 2002

Інтернаціонале
- Серія A
  -  Чемпіон (4): 2005/06, 2006/07, 2007/08, 2008/09
- Кубок Італії
  -  Володар (1): 2005/06
- Суперкубок Італії
  -  Володар (3): 2005, 2006, 2008

### Міжнародні
Збірна Португалії
- Чемпіонат Європи
  -  Срібний призер (1): 2004
- Чемпіонат світу (U-20)
  -  Чемпіон (1): 1991
- Чемпіонат Європи (U-16)
  -  Чемпіон (1): 1989
- Молодіжний чемпіонат Європи U-21
  -  Срібний призер (1): 1994

### Індивідуальні

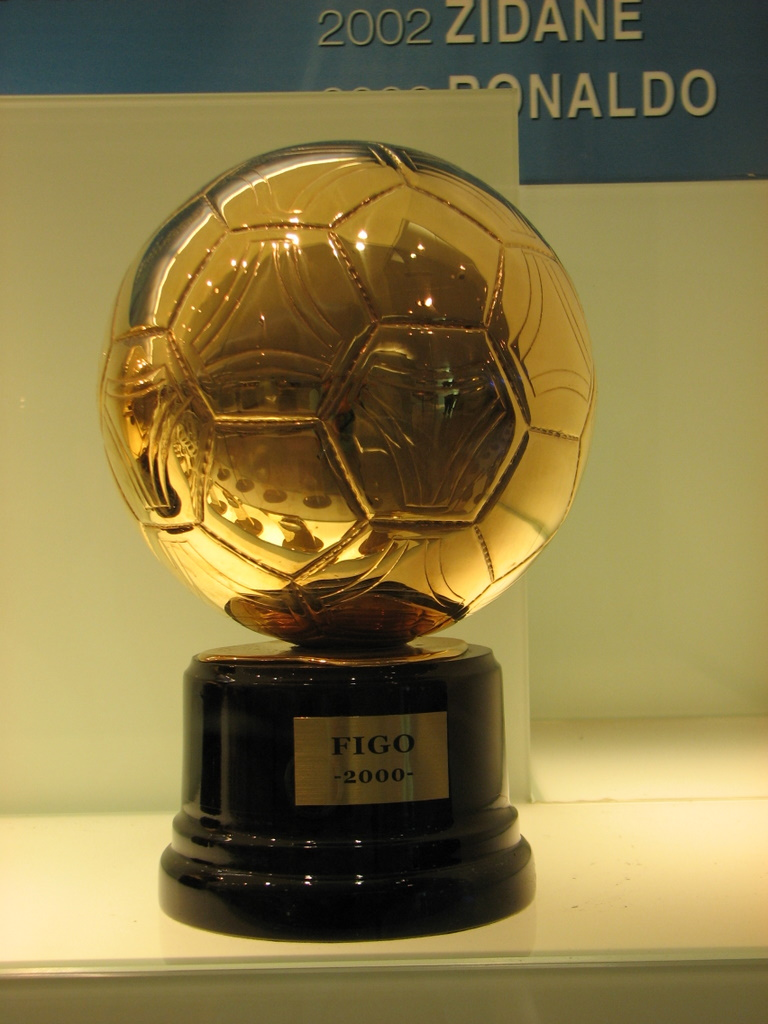
«Золотий м'яч» Луїша Фігу

- Найкращий гравець молодіжного чемпіонату Європи U-21: 1994
- Португальський Золотий м'яч: 1994
- Найкращий гравець «Спортінгу»: 1994
- Найкращий португальський футболіст року: 1995, 1996, 1997, 1998, 1999, 2000
- Гравець у Команді року за версією ESM: 1997/98, 1999/00
- Найкращий іноземний гравець року в Ла-Лізі: 1999, 2000, 2001
- Гравець у збірній Чемпіонату Європи: 2000, 2004[59]
- Найкращий гравець року за версією журналу World Soccer: 2000
- Золотий м'яч: 2000[59]
- Гравець року ФІФА: 2001[59]
- Гравець року ФІФА — срібний призер: 2000
- Як гравець у Команді року УЄФА: 2003[59]
- Найкращий асистент Ліги чемпіонів: 2004/05[60]
- Збірна зірок ФІФА: 2006
- Найкращий гравець року «Інтера»: 2006[61]
- ФІФА 100
- Футбольна легенда Golden foot: 2011[62]
- Легенди IFFHS[63]

### Ордени та медалі
- Офіцер Ордену Інфанта дона Енріке[64]
- Медаль за заслуги, Орден Непорочного зачаття Діви Марії Вілла-Вікозської (Браганський герцог)[65]